# Río Abaucán
Le Río Abaucán est un cours d'eau d'Argentine qui coule dans les provinces de Catamarca et de La Rioja, dans des régions à précipitations très faibles.

## Description de son parcours
Il nait au nord du département de Tinogasta (de la province de Catamarca), de la confluence de plusieurs cours d'eau, issus de la fonte des neiges et des précipitations de très hauts sommets andins, tels le volcan Nevado Incahuasi (6 638 mètres), le Cerro El Muerto (6 488) et le Cerro Negro de la Laguna Verde (5 764), qui domine d'autre part le bassin de la Salina de la Laguna Verde. 
Au début, il s'appelle Río Chascuil, puis, après avoir reçu à droite le collecteur du Cerro Cenizo (5 227 mètres d'altitude), il devient le Río Guanchín jusqu'à la petite ville thermale de Fiambalá. Là, il reçoit sur sa gauche le río Fiambalá, un affluent périodique venu du nord qui draine toute la partie sud de la Cordillère de San Buenaventura et de la Sierra de Culampajá, toutes régions très sèches. Il porte dès lors le nom de Río Abaucán, et prend son orientation définitive vers le sud-est. Il passe près de la ville de Tinogasta, puis constitue la limite sud-sud-est du bassin du salar de Pipanaco, avec lequel il arrive qu'il y ait interaction. 
À partir de cette section de son cours, on l'appelle Río Salado ou Colorado ou Bermejo. Il passe dans la province de La Rioja. Quittant la cuvette de Pipanaco, il se faufile entre la Sierra de Ambato et la Sierra de Velasco par la Quebrada de la Cébila. Peu après, il termine son cours en se perdant dans un semi-désert salé appelé Desagües del Río Salado, une trentaine de kilomètres au nord-est de la ville de La Rioja.

## Hydrologie

### Régime et bassin
Son régime est nivo-pluvial, avec débit maximal au printemps, lié à la fonte des neiges des sommets andins. Son bassin a une superficie de 43 386 kilomètres carrés, soit un peu plus que celle de la Suisse

### Débits
Les mesures faites durant 37 ans au cours du XXe siècle (1919-1956) lui donnent un débit très réduit par rapport à l'importante étendue de son bassin. À Tinogasta, il était de 2,55 m3/s, avec un maximum quotidien de 85 mètres cubes. À cet endroit, son bassin mesure déjà quelque 14 000 km2, soit près de la moitié de la superficie de la Belgique. 
La région de Tinogasta est une oasis bien alimentée par le río Abaucán, ainsi que par les nappes d'eau souterraines. Elle est réputée pour ses vignobles. Par après le débit de la rivière va diminuant, car ne recevant plus d'apports dignes d'être mentionnés, et perdant son eau par infiltration (zones sableuses très perméables) et évaporation (température élevée en plaine). Néanmoins il fournit largement assez d'eau pour approvisionner les rares établissements humains situés sur son parcours.

### Interaction avec le salar de Pipanaco
Dans la partie de son cours où il délimite la zone sud de la cuvette du salar de Pipanaco, son lit se trouve à peu près à même hauteur que le salar. En cas de crue importante des affluents du salar, ce dernier peut déborder et envoyer son excédent d'eau dans le río Abaucán, contribuant à le saliniser profondément. L'interaction inverse peut aussi se produire.

### Les débits à Tinogasta
Le débit du Río Abaucán a été observé pendant 37 ans (1919-1956) à Tinogasta, chef lieu du département de Tinogasta de la province de Catamarca située à la sortie de la rivière de la région andine, à plus ou moins 200 km à l'ouest de la ville de San Fernando del Valle de Catamarca. À cet endroit, le régime est de type glaciaire, avec pointe en été au lieu d'une pointe au printemps pour le régime nival.  
À Tinogasta, le débit annuel moyen ou module observé sur cette période était de 2,55 m3/s pour un bassin versant de 14 000 km2.
La lame d'eau écoulée dans cette partie du bassin - de loin la plus humide - atteint ainsi le chiffre très faible de 5,75 millimètres par an.

## Voie internationale transandine
L'importante route nationale 60 (RN 60), qui relie Córdoba au Chili, via le col Paso de San Francisco (4 748 m), suit le cours du río Abaucán sur presque tout son parcours.